# IAAF World Relays 2014 - Staffetta 4×200 metri maschile
La gara della staffetta 4×200 metri maschile delle IAAF World Relays 2014 si è svolta sabato 24 maggio 2014.

## Podio
| Pos.    | Nazione                                                                                       | Tempo   |
| ------- | --------------------------------------------------------------------------------------------- | ------- |
| Oro     | Giamaica Nickel Ashmeade Warren Weir Jermaine Brown Yohan Blake Rasheed Dwyer Jason Livermore | 1'18"63 |
| Argento | Saint Kitts e Nevis Antoine Adams Lestrod Roland Brijesh Lawrence Allistar Clarke             | 1'20"51 |
| Bronzo  | Francia Christophe Lemaitre Yannick Fonsat Ben Bassaw Ken Romain                              | 1'20"66 |

### Record
Prima di questa competizione, il record del mondo (WR) e il record dei campionati (CR) erano i seguenti.
| Record                | Prestazione | Atleta                                                                     | Data                               | Competizione |
| --------------------- | ----------- | -------------------------------------------------------------------------- | ---------------------------------- | ------------ |
| Record mondiale       | 1'18"62     | Santa Monica Track Club Michael Marsh Leroy Burrell Floyd Heard Carl Lewis | 17 aprile 1994 Walnut, Stati Uniti |              |
| Record dei campionati | -           | -                                                                          | -                                  | -            |

## Batterie
Le batterie si sono svolte a partire dalle 17:30 del 24 maggio 2014. Si sono qualificati per la finale i primi 3 di ogni batteria (Q) e i 2 migliori tempi (q).

### Batteria 1
| Pos. | Nazione                                                                           | Tempo   | Note             |
| ---- | --------------------------------------------------------------------------------- | ------- | ---------------- |
| 1    | Giamaica Rasheed Dwyer Jermaine Brown Jason Livermore Warren Weir                 | 1'20"15 | Q                |
| 2    | Francia Christophe Lemaitre Yannick Fonsat Ben Bassaw Ken Romain                  | 1'21"45 | Q                |
| 3    | Saint Kitts e Nevis Antoine Adams Lestrod Roland Brijesh Lawrence Allistar Clarke | 1'21"97 | Q                |
| 4    | Bahamas Blake Bartlett Adrian Griffith Wesley Neymour Andretti Bain               | 1'22"18 | q                |
| 5    | Cina Chen Shiwei Xie Zhenye Yang Yang Mo Youxue                                   | 1'23"75 | q                |
| 6    | Isole Vergini Americane Tabarie Henry Leslie Murray David Walters Leon Hunt       | 1'25"01 | Record nazionale |
| -    | Spagna Sergio Ruiz Iván Jesús Ramos Adrià Burriel Óscar Husillos                  | dq      |                  |
| -    | Papua Nuova Guinea Kupun Wisil Theo Piniau Kevin Kapmatana Nelson Stone           | dq      |                  |

### Batteria 2
| Pos. | Nazione                                                                         | Tempo   | Note                                     |
| ---- | ------------------------------------------------------------------------------- | ------- | ---------------------------------------- |
| 1    | Stati Uniti Maurice Mitchell Curtis Mitchell Isiah Young Wallace Spearmon       | 1'21"35 | Q                                        |
| 2    | Barbados Ramon Gittens Andrew Hinds Shane Brathwaite Fallon Forde               | 1'21"88 | Q                                        |
| 3    | Kenya Stephen Barasa Carvin Nkanata Walter Michuki Moenga Tony Kipruto Chirchir | 1'23"24 | Q                                        |
| 4    | Giappone Yuichi Kobayashi Masashi Eriguchi Shinji Takahira Kenji Fujimitsu      | 1'23"87 | Miglior prestazione personale stagionale |
| 5    | Isole Cayman Kemar Hyman Tyrell Cuffy David Hamil Troy Long                     | 1'24"91 | Record nazionale                         |
| 6    | Turks e Caicos Ifeanye Otunye Courtney Missick Wadly Jean Wesley Chery          | 1'27"70 | Record nazionale                         |
| -    | Nigeria Elvis Ukale Ogho-Oghene Egwero Nicholas Imhoaperamhe Isah Salihu        | dnf     |                                          |
| -    | Germania Julian Reus Sebastian Ernst Alexander Kosenkow Robin Erewa             | dnf     |                                          |

## Finale
La finale si è svolta alle 20:16 del 24 maggio 2014.
| Pos.    | Nazione                                                                           | Tempo   | Note             |
| ------- | --------------------------------------------------------------------------------- | ------- | ---------------- |
| Oro     | Giamaica Nickel Ashmeade Warren Weir Jermaine Brown Yohan Blake                   | 1'18"63 |                  |
| Argento | Saint Kitts e Nevis Antoine Adams Lestrod Roland Brijesh Lawrence Allistar Clarke | 1'20"51 | Record nazionale |
| Bronzo  | Francia Christophe Lemaitre Yannick Fonsat Ben Bassaw Ken Romain                  | 1'20"66 |                  |
| 4       | Barbados Ramon Gittens Levi Cadogan Andrew Hinds Fallon Forde                     | 1'21"88 | Record nazionale |
| 5       | Kenya Stephen Barasa Carvin Nkanata Tony Kipruto Chirchir Walter Michuki Moenga   | 1'22"35 | Record nazionale |
| 6       | Bahamas Blake Bartlett Adrian Griffith Wesley Neymour Andretti Bain               | 1'23"19 |                  |
| 7       | Cina Chen Shiwei Xie Zhenye Yang Yang Mo Youxue                                   | 1'25"83 |                  |
|         | Stati Uniti Maurice Mitchell Curtis Mitchell Ameer Webb Wallace Spearmon          | dq      |                  |